# Oriocourt
Oriocourt település Franciaországban, Moselle megyében. Lakosainak száma 56 fő (2022. január 1.). Oriocourt Donjeux, Fresnes-en-Saulnois, Jallaucourt, Laneuveville-en-Saulnois és Lemoncourt községekkel határos.

## Népesség
A település népességének változása:
| Lakosok száma | 95   | 80   | 66   | 47   | 59   | 58   | 57   | 55   | 55   | 56   |
|               | 1968 | 1982 | 1990 | 2006 | 2013 | 2015 | 2017 | 2019 | 2020 | 2022 |